# Sabina Panzanini
Sabina Panzanini (Merano, 16 febbraio 1972) è un'ex sciatrice alpina italiana.

## Biografia
Specialista dello slalom gigante originaria di Appiano sulla Strada del Vino, Sabina Panzanini esordì nel Circo bianco in occasione dei Mondiali juniores di Zinal 1990; l'anno dopo ai Mondiali juniores che si tennero a Geilo/Hemsedal vinse la medaglia d'oro nello slalom gigante e quella di bronzo nello slalom speciale, mostrando le doti atletiche che le avrebbero permesso successivamente di essere, assieme a Deborah Compagnoni e a Karen Putzer, uno dei punti di forza negli anni 1990 della nazionale azzurra femminile della specialità.
In Coppa del Mondo ottenne il primo podio, nonché primo risultato di rilievo, il 5 dicembre 1992 a Steamboat Springs in slalom gigante (2ª) e nella stessa stagione esordì ai Campionati mondiali: nella rassegna iridata di Morioka fu 5ª nella medesima specialità. Nel 1994 debuttò ai Giochi olimpici invernali classificandosi 15ª, sempre nello slalom gigante, a Lillehammer 1994 e ottenne il primo dei suoi tre successi in Coppa del Mondo, il 21 dicembre sul tracciato dell'Alta Badia, in Italia, uno dei più tecnici di tutto il Circo bianco. 
Il 16 febbraio 1996 salì per l'ultima volta sul podio in Coppa Europa vincendo lo slalom gigante disputato ad Abetone e ai successivi Mondiali di Sierra Nevada 1996 non concluse la prova; nel 1997 conquistò l'ultima vittoria, nonché ultimo podio, in Coppa del Mondo, il 3 gennaio a Maribor sempre in slalom gigante, e partecipò ai Mondiali di Sestriere, nuovamente senza concludere lo slalom gigante. Ai XVIII Giochi olimpici invernali di Nagano 1998 si classificò 8ª nello slalom gigante. Partecipò ancora ai Mondiali di Vail/Beaver Creek 1999, nuovamente senza terminare la gara, e concluse la carriera l'8 gennaio 2000 al termine dello slalom gigante di Coppa del Mondo che si tenne a Berchtesgaden, non completato dalla Panzanini.

## Palmarès

### Mondiali juniores
- 2 medaglie:
  - 1 oro (slalom gigante a Geilo/Hemsedal 1991)
  - 1 bronzo (slalom speciale a Geilo/Hemsedal 1991)

### Coppa del Mondo
- Miglior piazzamento in classifica generale: 22ª nel 1995
- 8 podi (tutti in slalom gigante):
  - 3 vittorie
  - 5 secondi posti

#### Coppa del Mondo - vittorie
| Data             | Località   | Paese       | Specialità |
| ---------------- | ---------- | ----------- | ---------- |
| 21 dicembre 1994 | Alta Badia | Italia      | GS         |
| 21 novembre 1996 | Park City  | Stati Uniti | GS         |
| 3 gennaio 1997   | Maribor    | Slovenia    | GS         |

Legenda:

GS = slalom gigante

### Coppa Europa
- Vincitrice della classifica di slalom gigante nel 1993
- 1 podio (dati dalla stagione 1994-1995):
  - 1 vittoria

#### Coppa Europa - vittorie
| Data             | Località | Paese  | Specialità |
| ---------------- | -------- | ------ | ---------- |
| 16 febbraio 1996 | Abetone  | Italia | GS         |

Legenda:

GS = slalom gigante

### Campionati italiani
- 7 medaglie[1]:
  - 1 oro (slalom gigante nel 1992)
  - 4 argenti (slalom speciale nel 1992; slalom gigante nel 1993; slalom gigante nel 1994; slalom gigante nel 1995)
  - 2 bronzi (slalom gigante nel 1990; slalom gigante nel 1996)